# Earl Lovelace
Earl Wilbert Lovelace (Toco, 13 luglio 1935) è uno scrittore, drammaturgo e giornalista trinidadiano.

## Biografia
Nato nel 1935 a Toco, dopo  aver trascorso l'infanzia a Tobago e Port of Spain, ha lavorato per il Trinidad Guardian Newspaper e in seguito per il Dipartimento delle Scienze forestali e per il Dipartimento dell'Agricoltura.
Ha compiuto gli studi all'Howard University di Washington e all'Università Johns Hopkins di Baltimora dove ha ottenuto un Master of Arts in Inglese nel 1974.
Dopo essere stato selezionato per una Borsa Guggenheim nel 1980, ha insegnato in varie università statunitensi prima di tornare a Trinidad nel 1982 e tenere corsi all'University of the West Indies.
A partire dal suo esordio nel 1966 con While Gods are Falling, ha dato alle stampe altri 6 romanzi oltre a raccolte di racconti, testi teatrali e saggi ottenendo numerosi riconoscimenti nazionali e internazionali come il Commonwealth Writers' Prize per il miglior libro nel 1997 per Salt.

## Opere principali

### Romanzi
- While Gods are Falling (1965)
- The Schoolmaster (1968)
- Il drago non balla (The Dragon Can't Dance, 1979), Tissi, Angelica, 2008 traduzione di Simone Garzella ISBN 978-88-7896-015-2.
- The Wine of Astonishment (1982)
- The New Hardware Store (1985)
- Salt (1996)
- Is Just a Movie (2011)

### Racconti
- A Brief Conversion and Other Stories (1988)

### Saggi
- Growing in the Dark. Selected Essays (2003)

### Teatro
- Jestina's Calypso and Other Plays (1984)

## Alcuni riconoscimenti
- Guggenheim Fellowship: 1980
- Commonwealth Writers' Prize: 1997 per Salt
- OCM Bocas Prize for Caribbean Literature: 2012 per Is Just a Movie